# Прошляков, Данила Денисович
Дани́ла Дени́сович Прошляко́в (род. 8 марта 2000, Москва) — российский футболист, нападающий.

## Клубная карьера
Начал заниматься футболом с 2006 года в школе московского «Торпедо», куда его привёл отец. Первый тренер — Юрий Рыков. В 2012 году в возрасте 12 лет был вынужден покинуть «Торпедо», так как тренер не нашёл общего языка с родителями и не смог с ними договориться. В 2012 перешёл в академию московского «Спартака». В 2015 году, за год до выпуска, Прошляков отправился в академию «Чертаново» в надежде получить игровую практику, но у него не получилось войти в коллектив. Летом 2016 года вернулся в «Спартак».
Зимой 2017 года начал привлекаться к тренировкам в молодёжной команде «Спартака». Дебютировал 17 июля 2017 года в матче 1-го тура молодёжного первенства против «Динамо» (2:5), выйдя на замену на 75-й минуте матча. Первый мяч за «молодёжку» забил 8 августа в матче 5-го тура первенства с тульским «Арсеналом» (4:2). Также, в сезоне 2017/18 провёл 4 матча и забил 1 мяч за «Спартак» U-19 в Юношеской лиге УЕФА. В сезоне 2017/18 провёл 20 матчей и забил 8 мячей, а уже в сезоне 2018/19 стал ключевым игроком «молодёжки» «Спартака» и провёл 22 матча, в которых забил 19 мячей и вместе с Тимуром Сулеймановым из «Локомотива» стал лучшим бомбардиром молодёжного первенства. Всего за молодёжный состав «Спартака» провёл 42 матча и забил 27 мячей.
С лета 2018 года начал привлекаться к тренировкам в фарм-клуб — «Спартак-2». 17 июля 2018 года дебютировал в первенстве ФНЛ 2018/19 в гостевом матче 1-го тура против «Сочи» (1:0), выйдя на замену на 90-й минуте вместо Сильвануса Нимели. 17 января 2019 года появилась информация о том, что ряд европейских клубов проявляет интерес к Прошлякову, в частности футболиста просматривали скауты французского «Лиона» и дортмундской «Боруссии». Всего за «Спартак-2» провёл 7 матчей.
26 июня 2019 года агент футболиста Марко Трабукки рассказал о том, что Прошляков поедет на сбор с «Ростовом», который проявляет к игроку предметный интерес, а «Спартак» дал игроку разрешение вести переговоры с клубом. 11 июля 2019 года подписал контракт с «Ростовом» на 4 года. Дебютировал 9 марта 2020 в домашнем матче 21-го тура против ЦСКА (3:2), выйдя на замену на 90-й минуте вместо Эльдора Шомуродова. В следующий раз на замену тому же Шомуродову Прошляков вышел 27 июня в матче с «Арсеналом» (2:1) и за две жёлтые карточки был удалён с поля.
15 августа 2020 года на правах аренды перешёл в московское «Торпедо», арендное соглашение рассчитано до конца сезона 2020/21 и не предусматривает право выкупа. Дебютировал за «Торпедо» 22 августа 2020 года в домашнем матче 5-го тура первенства ФНЛ против «Балтики» (1:1), вышел в стартовом составе и на 69-й минуте матча был заменён на Игоря Лебеденко. 5 сентября 2020 года в гостевом матче 7-го тура первенства ФНЛ против «СКА-Хабаровска» (4:2) на 52-й минуте матча забил свой первый мяч за «Торпедо». 29 декабря 2020 года «Торпедо» расторгло арендный договор с Прошляковым, всего за клуб провёл 11 матчей и забил 1 мяч.
12 января 2021 года на правах аренды перешёл в «Велес», арендное соглашение подписано до конца сезона 2020/21. 27 февраля 2021 года дебютировал за «Велес» в матче 27-го тура первенства ФНЛ против «Акрона» (1:1) выйдя в стартовом составе и проведя на поле 45 минут.
4 августа 2022 года пополнил состав раменского «Сатурна».
В августе 2023 года присоединился к медиафутбольной команде 2DROTS.

## Карьера в сборной
В 2017 году был впервые вызван в сборную России до 18 лет, за которую провёл 4 матча и забил 1 мяч, а в 2018 году был вызван в сборную России до 19 лет за которую провёл 6 матчей и отметился одним забитым мячом.

## Статистика выступлений
| Выступление          | Выступление      | Выступление      | Лига | Лига | Кубки | Кубки | Итого | Итого |
| Клуб                 | Лига             | Сезон            | Игры | Голы | Игры  | Голы  | Игры  | Голы  |
| -------------------- | ---------------- | ---------------- | ---- | ---- | ----- | ----- | ----- | ----- |
| → Спартак-2 (Москва) | ФНЛ              | 2018/19          | 7    | 0    | —     | —     | 7     | 0     |
| → Спартак-2 (Москва) | Итого            | Итого            | 7    | 0    | —     | —     | 7     | 0     |
| Ростов               | РПЛ              | 2019/20          | 7    | 0    | 0     | 0     | 7     | 0     |
| Ростов               | Итого            | Итого            | 7    | 0    | 0     | 0     | 7     | 0     |
| → Торпедо (Москва)   | ФНЛ              | 2020/21          | 10   | 1    | 1     | 0     | 11    | 1     |
| → Торпедо (Москва)   | Итого            | Итого            | 10   | 1    | 1     | 0     | 11    | 1     |
| → Велес              | ФНЛ              | 2020/21          | 5    | 0    | —     | —     | 5     | 0     |
| → Велес              | Итого            | Итого            | 5    | 0    | 0     | 0     | 5     | 0     |
| Сатурн               | Вторая лига      | 2022/23          | 26   | 8    | 1     | 0     | 27    | 8     |
| Сатурн               | Итого            | Итого            | 26   | 8    | 1     | 0     | 27    | 8     |
| 2DROTS               | МФЛ              | 2023             | —    | —    | 3     | 0     | 3     | 0     |
| 2DROTS               | МФЛ              | 2024             | —    | —    | 2     | 0     | 2     | 0     |
| 2DROTS               | Итого            | Итого            | —    | —    | 5     | 0     | 5     | 0     |
| Всего за карьеру     | Всего за карьеру | Всего за карьеру | 55   | 9    | 7     | 0     | 62    | 9     |

## Достижения
- Лучший бомбардир молодёжного первенства России: 2018/2019